# جون فيسك
جون فيسك (بالإنجليزية: John Fiske)‏ هو عالم بريطاني، ولد في 1939.